# Альошин Валерій Борисович
Альошин Валерій Борисович (нар. 1 січня 1957) — український політик, кандидат економічних наук, доцент, заступник Міністра фінансів України (березень 2009-березень 2010); член Центрального проводу УНП (від січня 2003 року). Заслужений економіст України.

## Біографія
Народився 1 січня 1957 (с. Скородистик, Чорнобаївський район, Черкаська область), національність — росіянин, одружений, виховує 2 дітей.

### Освіта
Закінчив Київський університет імені Тараса Шевченка (1979), економіст.

### Діяльність
Був головою Кіровоградської обласної організації Всеукраїнського товариства «Просвіта».
1979—1994 роках — асистент, викладач, старший викладач, доцент Кіровоградського державного педагогічного інституту.

## Політична діяльність
Народний депутат України 2-го скликання з квітня 1994 (2-й тур) до квітня 1998, Індустріальний виборчий округ № 224, Кіровоградської області, висунутий НРУ. Член Комітету з питань фінансів і банківської діяльності. Член фракції НРУ. На час виборів працював в Кіровоградському педагогічному інституті. Був членом Ради НБУ (з 16.07.1999).
Член НРУ (до травня 1999), член Центрального проводу (жовтень 1997-березень 1999).
Член Центрального проводу РУХу (УНР) (грудень 1999 — січень 2003).
Народний депутат України 4-го скликання квітень 2002-квітень 2006 від Блоку Віктора Ющенка «Наша Україна», № 52 в списку. На час виборів: народний депутат України, член РУХу (УНР). Член фракції «Наша Україна» (травень 2002 — березень 2005), член фракції УНП (березень — грудень 2005), член фракції ПППУ (з грудня 2005); перший заступник голови Комітету у справах, пенсіонерів, ветеранів та інвалідів (з червня 2002).
Народний депутат України 3-го скликання березень 1998 — квітень 2002 від НРУ, № 36 в списку. На час виборів: народний депутат України, член НРУ. Член фракції НРУ (з травень 1998; з квітня 2000 — фракція УНР). Голова Комітету з питань фінансів і банківської діяльності (з липня 1998).
Довірена особа кандидата на пост Президента України Віктора Ющенка в ТВО № 130 (2004—2005 роках).
07.06.2006-05.03.2009 — Голова Державної комісії з регулювання ринків фінансових послуг України.

## Нагороди
- Заслужений економіст України (серпень 1997)[9].
- Почесна грамота Кабінету Міністрів України (січень 2002)[10].